# Kazimierz Ciałowicz
Kazimierz Ciałowicz (ur. 25 lutego 1906 w Kalnicy, zm. sierpień / wrzesień 1944 w Warszawie) – polski nauczyciel, literat, podporucznik rezerwy piechoty Wojska Polskiego, uczestnik kampanii wrześniowej i powstania warszawskiego.

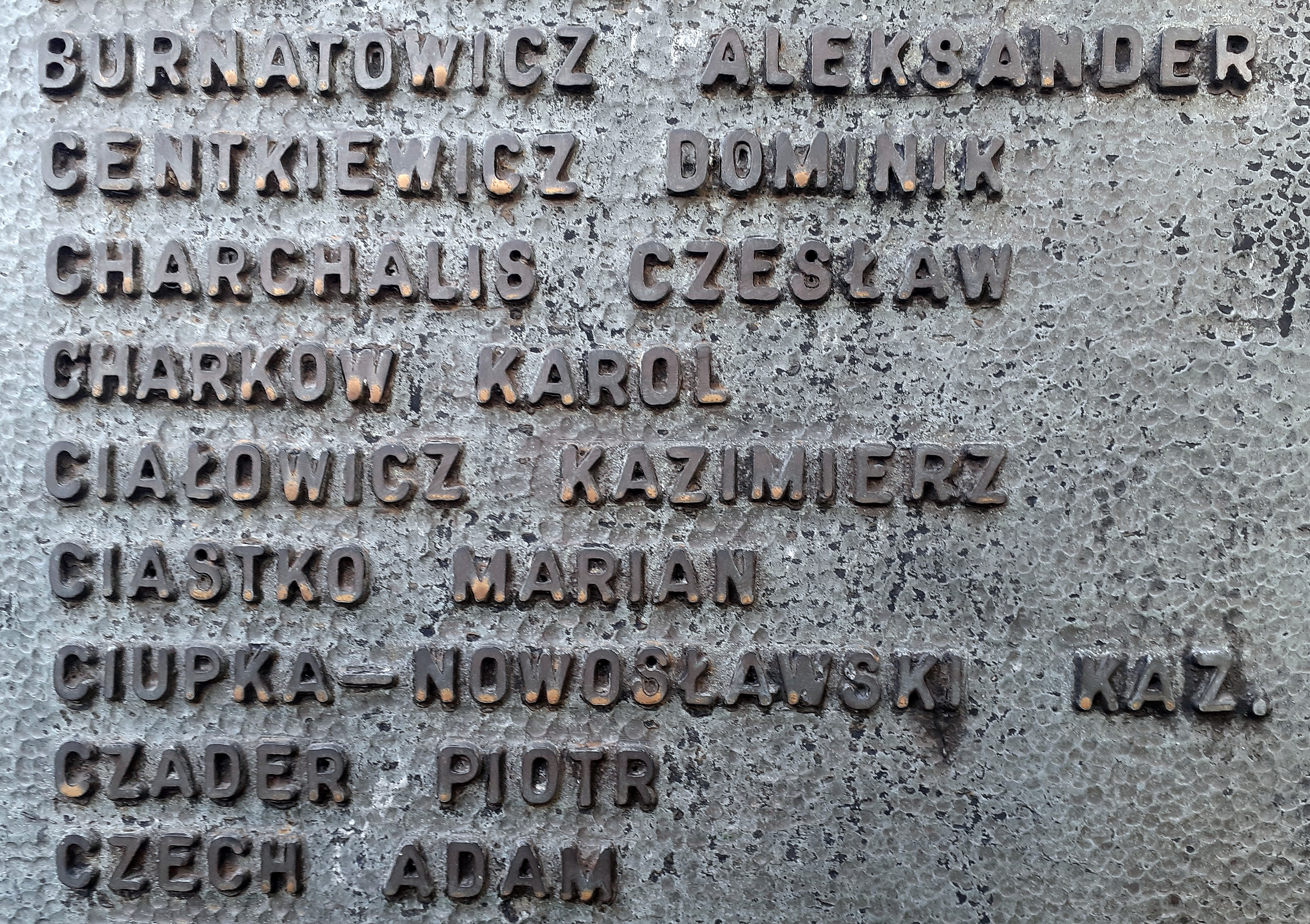
Upamiętnienie na Mauzoleum w Sanoku

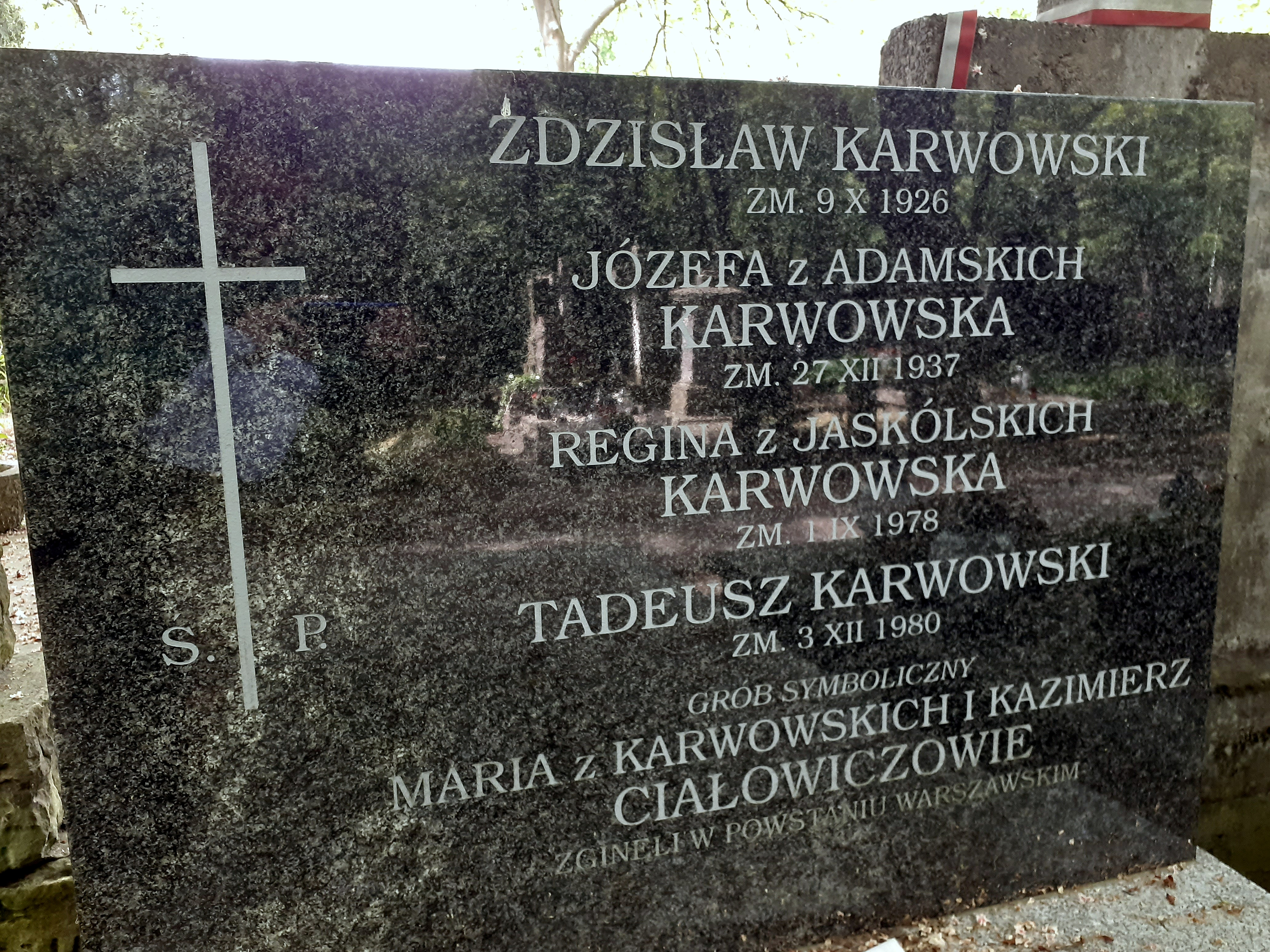
Symboliczny grób Kazimierza i Marii Karwowskich

## Życiorys
Był jednym z ośmiorga dzieci Adolfa (1863–1919, leśniczy, zarządca dóbr) i Marii z domu Tomkiewicz (1875–1922). Jego rodzeństwem byli: Jan (1895–1967, oficer Wojska Polskiego, historyk), Stanisław (ur. 1904), Antoni (ur. 1897), Stefania, Maria, Helena, Tadeusz (1910-2004, oficer Wojska Polskiego). Rodzina Ciałowiczów zamieszkiwała w Kalnicy w domu niegdyś zajmowanym przez Wincentego Pola.
Uczył się w Państwowym Gimnazjum Męskim im. Królowej Zofii w Sanoku, gdzie w 1922 ukończył VI klasę jako chlubnie uzdolniony. Później kształcił się w Państwowym Gimnazjum im. Marii Konopnickiej w Ostrogu, gdzie zdał maturę z odznaczeniem (od 1923 dyrektorem gimnazjum w Ostrogu był pochodzący z Sanoka Jan Świerzowicz). Był harcerzem. W latach 1924–1929 studiował na Uniwersytecie Warszawskim filologię polską i historię literatury francuskiej oraz uzyskał tytuł magistra filozofii. W latach 30. do 1939 był nauczycielem w warszawskich gimnazjach. Uczył w Gimnazjum Haliny Gepnerówny.
Publikował prace z zakresu literatury polskiej i życia literackiego oraz szkice literackie w „Ilustrowanym Kuryerze Codziennym”. Został awansowany do stopnia podporucznika rezerwy piechoty Wojska Polskiego II RP ze starszeństwem z 1 stycznia 1935.
Po wybuchu II wojny światowej brał udział w kampanii wrześniowej jako oficer rezerwy piechoty. Po nastaniu okupacji niemieckiej działał w tajnym nauczaniu. Jego żoną była Maria, z domu Karwowska; oboje zginęli w powstaniu warszawskim. Oboje zostali upamiętnieni symboliczną inskrypcją na grobowcu rodziny Karwowskich na Cmentarzu Powązkowskim w Warszawie.

## Publikacje
- Cyprian Norwid na tle epoki (1935)
- Jubileusz Kraszewskiego i Rosjanie (1936)
- Rosjanie wobec jubileuszu 50-lecia pracy literackiej J.I. Kraszewskiego : w pięćdziesiątą rocznicę śmierci J.I. Kraszewskiego (1937, cz. 1, cz. 2)
- Literatura popowstaniowa w Galicji 1831 r. (1938)
- Wincenty Pol w Kalnicy („Rocznik Sanocki” t. I/1963)
- Kamień pod Leskiem

## Upamiętnienie
Podczas „Jubileuszowego Zjazdu Koleżeńskiego b. Wychowanków Gimnazjum Męskiego w Sanoku w 70-lecie pierwszej Matury” 21 czerwca 1958 jego nazwisko zostało wymienione w apelu poległych w obronie Ojczyzny w latach 1939–1945 oraz na ustanowionej w budynku gimnazjum tablicy pamiątkowej poświęconej poległym i pomordowanym absolwentom gimnazjum.
W 1962 Kazimierz Ciałowicz został upamiętniony wśród innych osób wymienionych na jednej z tablic Mauzoleum Ofiar II Wojny Światowej na obecnym Cmentarzu Centralnym w Sanoku.